# Emirates American Football League 2014-2015
La Emirates American Football League 2014-2015 è stata la 3ª edizione del campionato emiratino di football americano di primo livello, organizzato dalla EAFL.
La finale è stata giocata Il 13 marzo 2015.

## Squadre partecipanti
| Club                | Città     | Stadio | Sponsor ufficiale |
| ------------------- | --------- | ------ | ----------------- |
| Abu Dhabi Wildcats  | Abu Dhabi |        |                   |
| Al Ain Desert Foxes | al-'Ayn   |        |                   |
| Dubai Barracudas    | Dubai     |        |                   |
| Dubai Stallions     | Dubai     |        |                   |

## Stagione regolare

### Calendario

#### 1ª giornata
| 24 ottobre 2014 | Dubai Barracudas | 14 – 7 | Dubai Stallions |  |

| 24 ottobre 2014 | Al Ain Desert Foxes | 6 – 28 | Abu Dhabi Wildcats |  |

#### 2ª giornata
| 7 novembre 2014 | Abu Dhabi Wildcats | 14 – 14 | Dubai Stallions |  |

| 7 novembre 2014 | Al Ain Desert Foxes | 0 – 33 | Dubai Barracudas |  |

#### 3ª giornata
| 14 novembre 2014 | Dubai Stallions | 43 – 0 | Al Ain Desert Foxes |  |

| 14 novembre 2014 | Abu Dhabi Wildcats | 6 – 14 | Dubai Barracudas |  |

#### 4ª giornata
| 28 novembre 2014 | Dubai Stallions | 12 – 0 | Dubai Barracudas |  |

| 28 novembre 2014 | Al Ain Desert Foxes | 6 – 27 | Abu Dhabi Wildcats |  |

#### 5ª giornata
| 16 gennaio 2015 | Dubai Stallions | 35 – 6 | Al Ain Desert Foxes |  |

| 16 gennaio 2015 | Dubai Barracudas | 13 – 12 | Abu Dhabi Wildcats |  |

#### 6ª giornata
| 30 gennaio 2014 | Dubai Stallions | 15 – 13 (7-0 0-6 6-0 2-7) | Dubai Barracudas |  |

| 30 gennaio 2014 | Abu Dhabi Wildcats | 27 – 0 (6-0 8-0 7-0 6-0) | Al Ain Desert Foxes |  |

#### 7ª giornata
| 6 febbraio 2015 | Dubai Stallions | 14 – 6 | Abu Dhabi Wildcats |  |

| 6 febbraio 2015 | Dubai Barracudas | 1 – 0 (a tavolino) | Al Ain Desert Foxes |  |

#### 8ª giornata
| 20 febbraio 2014 | Dubai Stallions | 14 – 21 | Dubai Barracudas |  |

| 20 febbraio 2014 | Abu Dhabi Wildcats | - – - (non disputata) | Al Ain Desert Foxes |  |

### Classifica
La classifica della regular season è la seguente:
- PCT = percentuale di vittorie, G = partite giocate, V = partite vinte,  P = partite perse, PF = punti fatti, PS = punti subiti

| Pos. | Squadra             | PCT  | G | V | N | P | PF  | PS  |
| ---- | ------------------- | ---- | - | - | - | - | --- | --- |
| 1    | Dubai Barracudas    | .750 | 8 | 6 | 0 | 2 | 109 | 66  |
| 2    | Dubai Stallions     | .688 | 8 | 5 | 1 | 2 | 154 | 74  |
| 3    | Abu Dhabi Wildcats  | .500 | 7 | 3 | 1 | 3 | 120 | 67  |
| 4    | Al Ain Desert Foxes | .000 | 7 | 0 | 0 | 7 | 18  | 194 |

## Playoff

### Tabellone
|  | Semifinali | Semifinali          | Semifinali |                 |    | III Desert Bowl  | III Desert Bowl | III Desert Bowl |  |
|  |            |                     |            |                 |    |                  |                 |                 |  |
|  | 1          | Dubai Barracudas    | 20         |                 |    |                  |                 |                 |  |
|  | 1          | Dubai Barracudas    | 20         |                 |    |                  |                 |                 |  |
|  | 4          | Al Ain Desert Foxes | 6          |                 |    |                  |                 |                 |  |
|  | 4          | Al Ain Desert Foxes | 6          |                 | 1  | Dubai Barracudas | 6               |                 |  |
|  |            |                     |            |                 | 1  | Dubai Barracudas | 6               |                 |  |
|  |            |                     | 2          | Dubai Stallions | 30 |                  |                 |                 |  |
|  | 2          | Dubai Stallions     | 2          | Dubai Stallions | 30 | 21               |                 |                 |  |
|  | 2          | Dubai Stallions     |            |                 |    |                  |                 |                 |  |
|  | 3          | Abu Dhabi Wildcats  | 12         |                 |    |                  |                 |                 |  |

### Semifinali
| 27 febbraio 2015 | Dubai Barracudas | 20 – 6 | Al Ain Desert Foxes |  |

| 27 febbraio 2015 | Dubai Stallions | 21 – 12 | Abu Dhabi Wildcats |  |

### III Desert Bowl
| 13 marzo 2015 | Dubai Barracudas | 6 – 30 | Dubai Stallions |  |

## Verdetti
- Dubai Stallions Campioni degli Emirati Arabi Uniti 2014-2015